# Mari Kiviniemi
Mari Johanna Kiviniemi (Seinäjoki, Finnország 1968. szeptember 27. –)  finn politikus, Finnország miniszterelnöke 2010. június 22.–2011. június 22. között. Ezt megelőzően, 2007 és 2010 között közigazgatási és önkormányzati miniszterként szolgált, 2005 és 2006 között pedig külkereskedelmi és fejlesztési miniszterként dolgozott.
Pártja a Keskusta középpárt. 2010 júniusában a párt elnökének választották.

## Pályafutása
Kiviniemi Seinäjokiban született. Vidéken nőtt fel, Dél-Pohjanmaaban, egy csirketenyésztő lányaként. Jalasjärvibe járt iskolába. Középiskolásként egy évet töltött cserediákként Németországban. 1988-ban iratkozott be a Helsinki Egyetemre, ahol közgazdaságtant tanult. 1996-ban ment hozzá Juha Mikael Louhivuori üzletemberhez. Két gyerekük született, Hanna és Antti. Finn anyanyelve mellett svédül és angolul beszél.
Kiviniemi karrierpolitikus, 1991-ben próbálkozott meg először a parlamentbe jutással, akkor majdnem 5000 szavazatot kapott, a Keskusta párt diákszervezetének volt a tagja. 1995-ben, egy évvel azután, hogy megkapta társadalomtudományi diplomáját, újra indult a választásokon, ahol 9350 szavazattal mandátumot szerzett Dél-Pohjanmaaban. Emellett Kiviniemi a helsinki városi tanács tagja is, 2005 óta.

### A Keskusta párt vezetője
2003-ban Kiviniemit vezető pozícióba választották a párton belül, a három alelnök egyike lett, egészen 2008 júniusáig, amikor kiszavazták onnan. 2004-ben Matti Vanhanen miniszterelnök speciális tanácsadója lett, aki kétszer jelölte őt kancelláriaminiszternek, először 2005-ben, amikor szülés miatt nem tudta elvállalni, majd másodszor 2007 áprilisában.
2010. június 22-én, egy hónappal azután, hogy Matti Vanhanen bejelentette a párt kongresszusán, hogy lemond tisztségéről, Kiviniemi megpályázta a helyét. Kampánya formálisan már áprilisban elindult. A lahti pártgyűlésen őt választották meg vezetőnek, Mauri Pekkarinennel szemben. Matti Vanhanen június 18-án jelentette be Tarja Halonen köztársasági elnöknek lemondását.

## Fordítás
- Ez a szócikk részben vagy egészben  a   Mari Kiviniemi című angol Wikipédia-szócikk ezen változatának fordításán alapul.  Az eredeti cikk szerkesztőit annak laptörténete sorolja fel. Ez a jelzés csupán a megfogalmazás eredetét és a szerzői jogokat jelzi, nem szolgál a cikkben szereplő információk forrásmegjelöléseként.